# Guido Cora

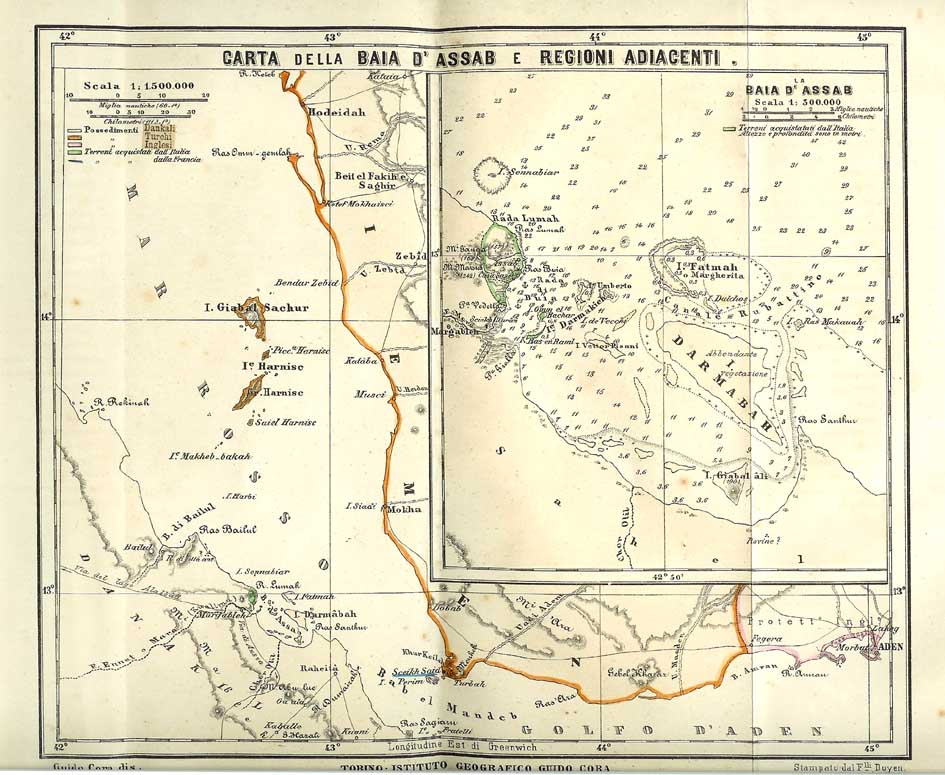
légende = Carte d'Assab par Guido Cora.

Guido Cora, né le 20 décembre 1851 à Turin et mort le 17 octobre 1917 à Costigliole d'Asti, est un géographe et cartographe italien.

## Biographie
En 1873, il fonde la revue Cosmos. Il voyage en Épire et en Afrique du Nord de 1874 à 1876. Il enseigne la géographie à l'université de Turin à partir de 1882. Il publie de nombreuses cartes de l'Italie, de l'Afrique du Nord et de l'Est. 

## Œuvres

### Articles
- « Ricerche storico-archeologiche sul sito degli Auaris e sulla topografia della parte centrale dell'antico Istmo di Suez » (dans le Bolletino della Società geographica italiana, 1870)
- Spedizione italiana in Nuova Guinea, 1872
- Il Sahara. Nomina e considerazione della geografia, 1882

### Cartes
- Cenni generali intorno ad un viaggio nella Bassa Albania (Epiro) ed a Tripoli di Barberia 1875
- Carta speciale delle regioni Galla e Somali tra lo Scioa e il Golfo d'Aden coll'Abissinia O. e il distretto di Berbera, 1876
- Carta speciale della reggenza della Tunisia (avec note cartographique), 1881
- Carta speciale della baia d'Assab ed adiacenze, 1883
- Carta originale del paese degli Afar o Danakil e regioni limitrofe tra Massaua, Aden, Zeila e lo Scioa nord, 1885
- Carta altimetrica e batometrica dell'Italia, 1888, rééditée en 1891
- Africa fisica e politica, 1889